# Prototrygaeus ammothelloides
Prototrygaeus ammothelloides är en havsspindelart som beskrevs av Stock, J.H. 1975. Prototrygaeus ammothelloides ingår i släktet Prototrygaeus och familjen Ammotheidae. Inga underarter finns listade i Catalogue of Life.